# Luis García Rojas
Luis Alberto García Rojas (Chiclayo, Perú, 8 de abril de 1966-Ciro Alegría, 29 de enero de 1995) fue un militar Capitán de Artillería del Ejército y Comandante de Aeronave de la Aviación de Ejército de Perú.
Fue declarado Héroe Nacional del Cenepa - Perú por Ley 28682 el 10 de marzo de 2006 a causa de su muerte en una misión de ataque aéreo en contra del Ejército del Ecuador, durante la Guerra del Cenepa de 1995.

## Biografía

### Primeros años
Contrajo matrimonio con la Dra. Julia Panta Quevedo el 4 de junio de 1988, con quien tuvo dos hijas (Andrea y Diana), nacidas en 1989 y 1994 respectivamente. Actualmente tiene una nieta Isabella nacida el 25 de marzo de 2016.

### Carrera militar
Ingresó a la Escuela Militar de Chorrillos en 1980. Se graduó como alférez de artillería, integrando la 88.º Promoción “Héroes de Pucará y Marcavalle”.
En 1987 ingresó a la Escuela de Aviación del Ejército, obteniendo el título de aviador.
En 1993 se graduó de comandante de aeronave del helicóptero MI-8T, siendo bautizado con el apelativo Mac Giver,
En 1994 participó en operaciones contra subversivas.

### Inmolación
El  29 de enero, aniversario  de la  firma del Protocolo  de Río de Janeiro, amaneció despejado, tomamos desayuno, yo esperaba que algo  en el firmamento me indique cuál era el momento preciso García otra vez me dice: mi Comandante, salimos de una vez... eran las 7:30 de la mañana  ofreciéndose nuevamente ir adelante, aguanta  un rato... me fui a un helicóptero, escudriñé el cielo y vi un claro completamente azul y pensé que esa era la señal.
Repasamos  lo que teníamos que hacer... y listo... di la orden,... ¡Mi Comandante!... - dice “Voraz” en ningún momento disminuyan la velocidad a menos de 180 kilómetros por hora... porque los MI-25 con esa velocidad ya casi vamos colgados.
Subimos  por la quebrada y de acuerdo al GPS  me indicaba que faltaba un minuto treinta segundos para llegar a Coangos, estaba en rumbo CDI y no veía nada adelanten una de esas a un minuto veinte o quince del objetivo, escuché a Mac Giver - Capitán García -, ¡Mac Giver en caliente!, hace un viraje brusco a la izquierda y se clava  en picada y suelta  la primera andanada  de roquets, que le quedó corta, levantado de nariz a su helicóptero y ha empezado a cargar todos sus roquets.
A la  vez yo también levanté  la  nariz, giré y cuando ya me mandaba  en picada, lo tenía todavía delante de mí... !Mac Giver! ¡sal!... ¡sal!... estoy en picada... lo vi soltar su última andanada.... el salió a la izquierda... y yo con la misma empecé a disparar al bulto, vi volar maderas, calaminas,  observé una carrozable y luego escuché... !Felino!
¡sal! ¡sal!... era «Voraz» que se venía encima con todo,... le di... le di... repetía el Mayor Revilla  - «Voraz» - que también llegó a soltar  todos sus cohetes,... atrás «Cóndor» alertaba... ¡sal! ¡sal! ¡Voraz!... roqueteamos bien y salimos a toda máquina a la Base de Mesones Muro.
En el trayecto escuchamos, que de Gualaquiza y Macas habían salido aviones de caza ecuatorianos  para  atacarnos,  entonces nos pegamos  lo más  posible  a los árboles siguiendo  el  Río  Cenepa, llegamos a  Mesones Muro recargamos    y luego a  Ciro Alegría. Los MI-25 llegaron primero al pisar suelo la gente nos recibió con hurras y aplausos, nos abrazaban, todo era alegría  y felicidad.
¡Muy bien! ¡Chato!... fue la voz del Coronel Miranda, has cumplido... date un baño y descansa, ya después te voy a decir lo que tienes que hacer..... Habíamos  ratificado y rubricado en el cielo de la Cordillera del Cóndor, lo que un día 29 de enero de 1942 se firmó para siempre en Brasil  -fueron las palabras  del comandante Cantoni, “Felino”.
El mismo 29 de enero Ciro Alegría amaneció con nuevo Jefe del Destacamento Aéreo, era el Coronel FAP Bustamante, popular “Jirafa” ¡muy bien, Chato, mis felicitaciones!... ya me explicaron los pilotos de la Fuerza Aérea el éxito de la misión de esta mañana -me dijo Jirafa- ¡gracias mi Coronel indique yo, pero Jirafa de dice: De hoy en adelante, en las próximas misiones, Uds. los ejércitos  van atrás y los de la FAP adelante; ¿por qué mi Coronel?... porque Uds. no tienen helicópteros de combate, los MI-25 deben ir adelante... pensé que tenía razón y ya no  discutí más, nos fuimos al alojamiento para pilotos, estuvimos conversando sobre la hermosa experiencia vivida en la mañana,.. cuando entró apresuradamente Carlos Miranda...¡Chato! ¡Chato!...sí mi Coronel,...¡otra misión al toque!.. hay que atacar ahora mismo las  cotas 1209, 1211 y 1236... siguen atacando a la patrulla  Roosevelt... así que hay que silenciarlos...  ¡salen en este momento!
Reuní al equipo victorioso de ese mismo día... Mac Giver, Voraz y Cóndor,  ¡Salimos nuevamente!  les  comunique  con  mucho  entusiasmo...  de  repente  «Jirafa»   dice: Vengan  acá  muchachos...hagan su planeamiento  en la  carta... cuando  estábamos ultimando planes, apareció el Comandante Gamboa y comenzó a filmar.
Mac Giver pide otra vez: ¡mi comandante! yo voy de guía...ya, está bien...entonces yo voy segundo  -dije-  ..¡no!, negativo tronó la  voz de «Jirafa” ...los dos MI-25 van adelante... lo miré a Mac Giver...y le dije: piña, te vas atrás...yo voy tercero...los dos MI-25 adelante;...¡ Felino!... un momentito... me dice «Jirafa»,  en cada  helicóptero voy a poner un suboficial de la FAP, van a cubrir las informaciones, a tomar algunas vistas para ver lo del ataque y de paso filman la zona,... lo miré un tanto extrañado, pero órdenes son órdenes... !comprendido mi coronel!... sin saber que dentro de esos suboficial de la  FAP  había  dos periodistas  del Diario  El  Comercio  infiltrados  con chalecos militares, quienes son los que después obtienen el testimonio hablado, fotos y filmaciones de los hechos.
Antes de abordar las  naves, se me acerca el Capitán Sánchez,  copiloto de Mc Giver y me dice: mi comandante, ha venido el teniente Gutiérrez a decirme que me releva, quiere salir en la misión,... no, no, dile que espere, cuando regresemos que te releve,..
!comprendido!... fue su respuesta.
Ya   estaba  para   subir   a  mi  helicóptero   y  se  acerca   nuevamente   Sánchez;   Mi Comandante, el Teniente Gutiérrez dice que no, que él va, es una orden del Coronel Miranda... Carlos, por favor no me cambies la escuadrilla,  ha sido un éxito la misión anterior, déjame que entremos igualito, de regreso lo relevas al «Pato» - seudónimo del Capitán Sánchez -; No, me contestó el Coronel Miranda, el General ha ordenado ayer que saque a la gente para que descansen para el siguiente relevo y Sánchez tiene que descansar, fue la orden terminante del Coronel, porque él es el más próximo a ser Comandante de aeronave - agregó el Coronel - Carlos  por favor no me cambies, estamos completos y estamos bien, estamos con Dios...ya está ordenado... – terminó - al costado escuchaba el Tte. Gutiérrez, lo miré, yo estaba mortificado por el cambio inesperado, y le ordené...ya releve al Capitán Sánchez... él replicó: mi Comandante no es nada personal... !Cállese!... !Vaya y relévelo!... me molestó tanto la insistencia  del Teniente, pero órdenes son órdenes...Sánchez se quedó y subió Gutiérrez.
Antes de subir a las  máquinas,  se me acercó «Voraz» de la FAP:  mi Comandante yo no conozco la zona,... inmediatamente Mac Giver dijo: Yo conozco la zona, varias veces he abastecido al helipuerto  Tormenta  del Tte Calle,  yo voy  adelante   y de ahí que pasen los MI-25, para que ataquen, nosotros los seguiremos... aprobado, pero yo voy segundo,  no hay  qué intercalar  helicópteros  porque son  versiones, velocidades  diferentes y maniobras  diferentes - así partimos llevando carga  que dejamos  en Jiménez  Banda  y continuamos  con nuestra  operación  de ataque  al enemigo invasor.
El  PV-1  lo pasamos  al ras,  bajito, había  50  m  de distancia  entre  helicópteros, trepamos por la  quebrada hasta  los 2,000 m para poder girar  y atacar...   en eso Mac Giver que iba adelante reporta: Mac Giver a 20 segundos   de Tormenta,   él ha terminado de hablar,  cuando yo he visto salir del lado derecho, un poquito más arriba de la mitad del cerro, un punto rojo, bien nítido era un misil.
«Jirafa»  nos  dijo que    ante  la  aparición  de un  misil,  los MI-25  inmediatamente lanzaran sus distorsionadores para hacer la maniobra evasiva, porque ante un misil un helicóptero no tiene nada que hacer, absolutamente nada. - El misil se desplaza a 920 km por hora y el helicóptero desarrolla  máximo 220 km); en mi vida había visto aproximadamente un misil, sólo por televisión con mucha fantasía.
Entonces cuando he visto salir  el misil  con dirección a Mac Giver, le avisé por radio: ¡Mac Giver!.. te dispararon,  misil!... apenas  terminé  de hablar  cuando  el  misil  ha impactado en el helicóptero de Mac Giver y lo convirtió en una bola de fuego, lo vi en tercera dimensión, tres veces más lo que era el helicóptero. (Estando próximo a su objetivo, un misil Igla, lanzado desde la enmarañada selva de una montaña, impacta el Mi-8T EP-587 que comandaba junto a su tripulación: el Tte EP Augusto Gutiérrez Mendoza, el Tco3 EP Victoriano Castillo Velarde, el SO1 EP Rubén de la Cruz Huarcaya y SO3 EP Gustavo Begazo Gonzáles; dejando de existir tras el impacto a la 1:53 p. m.)
En  esos  momentos,  teníamos  dos  mil  doscientos  galones de combustible  en  los tanques, mi primera reacción fue girar a la derecha para disparar al lugar de donde había salido el misil, pero esto no deja estela alguna,  era imposible saber de dónde diablos salió ese misil.
«Voraz”  grita:  ¡Felino!... !Maniobra  evasiva!    ¡Felino,  maniobra  evasiva!,... en  ese momento pensé que también algo  venía para mí, bajé todo el colectivo a cero, tiré todo el ciclo a la izquierda, pedal a la izquierda, puse prácticamente  de costado al helicóptero, bajé la nariz para hundirme... de Mac Giver sólo quedaba flotando una bola fuego, y una estela en el firmamento, lo único que se desprendió de su helicóptero fue una de las compuertas posteriores.
Cuando hice el viraje vi en el firmamento decenas de puntitos rojos y humo que se dirigían a mi helicóptero, en ese momento dije a mi tripulación: nos tocó... y metí más el pico a la izquierda... ¡parámetro! !parámetro mi Comandante! gritaba el ingeniero de  vuelo.... fueron segundos  de vida o muerte, no hay palabras  para relatar  esas emociones, tal vez de miedo, terror...pero Io importante  era  no llegar al pánico, sino ya no la contábamos. Miedo tenemos todos, lo importante es sobreponerse y dominarlo.
Al salir  del  enmarañado  de luces rojas  y humo, nos  percatamos  que estábamos vivos,... ah... pensé, son los fleer de los MI-25... respiré profundo, la vida y el alma habían regresado a mi cuerpo, ahora hay que recuperar la máquina, me dije para mis adentros.
La caída era de más de 16 m/s, hemos estado en un banqueo más de 45 grados y con toda la potencia baja; en ese momento lo primero que hice fue estabilizar la  máquina,  empecé a dar  potencia de a pocos para  recuperar  revoluciones,... la máquina  seguía  cayendo vertiginosamente... por suerte habíamos  estado muy alto cuando la muerte sorprendió a Mac Giver.
La tasa de caída ya era de dos, tres metros por segundo, estaba cerca al PV1, cuando logré estabilizar la máquina, gruesas gotas de un sudor helado caían por mis mejillas mojando mi barbilla, mi cuerpo estaba empapado de sudor denso y meloso, creo que los poros dejaron escapar el terror que viví segundos antes.
¡Felino!... !Felino! ¡Dime dónde estás! era la voz angustiada de “Voraz”., que preguntaba por radio... esperando seguramente escuchar mi voz... ¡Felino! ¡Contesta!... pero yo aún estaba peleando con mi máquina para poder dominarla... he vuelto a pasar sobre el PV-1 y luego respondí... ¡Detrás tuyo!... pero yo me sentía mal, muy mal.
Pancho Gonzales, que estaba con el MI-17 me llama: Felino, baja en Jiménez  Banda,... no le digo -, voy a Mesones Muro,... baja, el comandante general está acá y quiere hablar  contigo, quiere que bajes..., insistió, dime ¿Mac Giver?... el silencio era obvio, vuelve a preguntar: ¿Mac Giver?... yo le reporto: Felino en final, luego aterricé y me bajé.
Relato del Tte Crl Inf. EP Juan Humberto Cantoni Franco, testigo presencial de la acción heroica – Libro Tiwinza con Z.
En 2006, mediante Ley 28682, en Congreso lo declara Héroe Nacional del Cenepa.
En 2014, mediante fallo judicial, se ordena que cumplan con los honores de Héroe nacional.
Sus restos fueron depositados en la Cripta de los Héroes del Cementerio Presbítero Matías Maestro en ceremonia llevada a cabo el domingo 29 de enero de 2017, después de años de lucha por parte de su viuda Dra. Julia Panta, para que se le reconozca como héroe.

## Homenajes

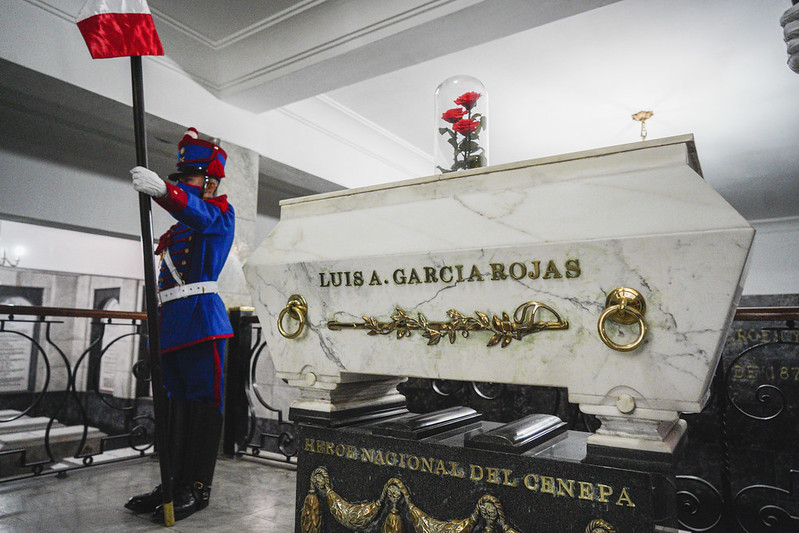
Tumba de García Rojas en la Cripta de los Héroes.

La Comandancia General del Ejército le otorgó a título póstumo la medalla del combatiente “Mariscal Andrés Avelino Cáceres” así como el ascenso al grado de Mayor.
El Congreso de la República lo declaró Héroe Nacional del Cenepa por Ley 28682, el 26 de febrero del 2006.
El Ministerio de Defensa, lo nombra Patrono de la Aviación del Ejército por Resolución n.º 739-DE/EP del 22 de julio de 2000.
Título de Héroe Nacional del Cenepa a nombre de la nación, emitida por el presidente de la República del Perú. 

### Patrono de la Aviación del Ejército
El Congreso de la República lo declaró Héroe Nacional del Cenepa por Ley 28682, el 26 de febrero de 2006.
El Ministerio de Defensa, lo nombra Patrono de la Aviación del Ejército por Resolución n.º 739-DE/EP del 22 de julio de 2000.